# Marion Kroll
Marion Kroll (* 18. Mai 1951 in Berlin) ist eine deutsche Politikerin (CDU). Sie ist seit 2006 Mitglied des Abgeordnetenhauses Berlin.

## Leben und Studium
Kroll wuchs in Berlin-Neukölln auf und besuchte die Peter-Petersen-Grundschule und die Thomas-Morus-Hauptschule. Danach erfolgte ihre Ausbildung zur Steuerfachangestellten und die Erlangung der Mittleren Reife durch Abendschulkurse. Nach mehreren Praxisjahren im Beruf legte sie die Prüfung zur Steuerberaterin ab.

## Partei
Kroll trat 1999 in die CDU ein. 2006 wurde sie in das Abgeordnetenhaus gewählt und ist dort im Ausschuss für Integration, Arbeit, Berufliche Bildung und Soziales. Sie ist arbeitsmarktpolitische Sprecherin der CDU-Fraktion.

## Wahl 2006
2006 zog sie als direkt gewählte Kandidatin im Wahlkreis 5 Gropiusstadt von Neukölln in das Abgeordnetenhaus von Berlin mit 40,8 % der Erststimmen ein.
Für die Wahl zum Abgeordnetenhaus 2011 wurde Kroll nicht erneut von ihrer Partei vorgeschlagen.

## Nachweise
1. ↑  Neuköllner CDU: Profilierte Politiker müssen gehen Berliner Morgenpost 3. April 2011 (kostenpflichtig)

| Personendaten    | Personendaten                   |
| ---------------- | ------------------------------- |
| NAME             | Kroll, Marion                   |
| KURZBESCHREIBUNG | deutsche Politikerin (CDU), MdA |
| GEBURTSDATUM     | 18. Mai 1951                    |
| GEBURTSORT       | Berlin                          |